# Alchemilla contractilis
Alchemilla contractilis é uma espécie de rosácea do gênero Alchemilla, pertencente à família Rosaceae.